# 女性主义经济学
女性主义经济学是指從女性主义的视角出發來研究经济中的性别角色，人們推動這一經濟學研究的的目的是希望糾正和消除经济学中的性别偏见，力图使经济学更好地反映男、女两性的现实世界，改善妇女的经济状况和提高妇女的经济与社会地位。該經濟學領域兴起于20世纪80年代中后期，是女性主义与新古典经济学的思想碰撞以及跨学科的女性主义研究向经济学发展的结果。

## 主要研究领域

### 经济学认识论
女性主义对经济学的批判包括“经济学，如其他所有科学，都是一种社会建构”，女性主义经济学家认为经济学建立在一种特權、男性、西方以及异性恋本位的视角上。祂们通常通过女性主义理论来展示传统经济学社群仅仅关注特定的群体，而在研究中忽视一些局外者。通过批评经济学的理论、方法论以及研究领域，祂们展示了传统经济学中对经济生活的刻画深深地被带有偏见的历史，社会结构，社會規範、文化习惯、人际互动与政治因素影响。
女性主义经济学家常常指出，经济学中的男性气质偏见源自社会性别，而非生物性别。换言之，女性主义经济学家认为主流经济学的偏见源自于社会对如客觀、有逻辑、个人成就、数学能力、抽象能力、缺少情绪等男性气质的期望，而非学界中权威的性别；尽管男性在经济学界中被过度代表也是问题之一。